# Vicente Camargo
Vicente Camargo o Vizente Camargo (Potosí, Virreinato del Perú; 1763 - Arpaja (actual Arpaja Baja, Villa Charcas), Imperio español o Provincias Unidas del Río de la Plata; 3 de abril de 1816) fue un líder militar altoperuano que participó, dentro del margen guerra de Independencia de Argentina, en la guerra de la Independencia de Bolivia. Comandó las guerrillas de la región de Cinti.

## Biografía
Era un hacendado criollo emparentado con curacas de la etnia quechua, de la clase de los curacas, jefes de "pueblos de indios", que servían a los españoles como administradores de impuestos y de contingentes de obreros enviados a las minas y los obrajes.
Fue padrino del matrimonio de Juana Azurduy  con Manuel Ascencio Padilla que tuvo lugar en Moromoro, actual pueblo de Ravelo. En 1809 participó en la difusión por los pueblos cercanos a Chuquisaca (actual Sucre) de la revolución que había estallado allí el 25 de mayo. No llegó a figurar entre los acusados por la reconquista realista.
Prosiguó la lucha independentista en 1811, dando auxilios al Ejército del Norte. Posiblemente combatió en la batalla de Huaqui. Durante los meses que siguieron a esa derrota, ayudó en lo que pudo al Ejército del Norte en retirada y a las fuerzas de Cochabamba, que aún resistían. Tras el fracaso de esta última expedición, se retiró al límite sur de Alto Perú.

## Republiqueta de Cinti
Ayudó en la retaguardia española a las fuerzas del Ejército del Norte, y avanzó hacia Salta, simultáneamente con la batalla de ese nombre de 1813. Ésta significó la caída en fuerzas  patriotas dirigidas por Belgrano de todo el territorio hasta Potosí, y Camargo se hizo fuerte en la región de la villa de Cinti, y se convirtió en su comandante. Al ingresar al Alto Perú, el general Manuel Belgrano le dio el grado militar de teniente coronel.
Sus fuerzas tenían algunas armas, pero la mayor parte sólo tenía hondas y lanzas improvisadas, que usaban con cierta eficacia. Su táctica consistía en atacar intermitentemente a las tropas españolas en cada lugar donde era posible, con lo que lograban dificultar mucho sus desplazamientos por territorios montañosos. Dado que no tenían recursos para mantener prisioneros, ejecutaban a los que capturaban.
Ayudó a las fuerzas del argentino Ejército del Norte en la segunda expedición auxiliadora al Alto Perú. Después de la batalla de Ayohuma, el Ejército del Norte se vio obligado a retirarse. En el Alto Perú quedaron unas quince “Republiquetas”, que mantuvieron la resistencia contra los realistas y complicaron mucho sus operaciones. La que comandaba Camargo, llamada Republiqueta de Cinti, era una de las más poderosas, sólo superada por las de Ayopaya, bajo el mando de José Miguel Lanza, Larecaja, comandada por el cura Muñecas, de La Laguna, dirigida por Manuel Ascencio Padilla, y el gobierno de la ciudad de Santa Cruz de la Sierra, bajo el comando de Ignacio Warnes. Camargo coordinó sus operaciones, especialmente, con estas dos últimas.
Logró varias victorias en su carrera, pero en general se limitó a hacer muy difícil los desplazamientos por la montaña. Sin embargo, logró mantener Cinti libre de realistas, al punto que esta villa pudo elegir y enviar un diputado al Congreso de Tucumán.

## Derrota y muerte
Después de la derrota independentista en la batalla de Sipe-Sipe, Camargo logró mantener su región libre de realistas por un tiempo más. Pero la presión enemiga era cada vez mayor, y los realistas podían destinar cada vez más fuerzas a atacarlo.
Durante la primera campaña de Lamadrid que cubrió la retirada de los patriotas, logró vencer al enemigo, persiguiéndolo hasta Cotagaita. Poco después, en febrero de 1816, obtuvo una victoria importante en Uturango. Pero pronto fue superado por el número de sus enemigos, por su disciplina y su mejor preparación militar: perdió la mayor parte de sus hombres en la batalla de Ancañupima, a fines de marzo, y se vio obligado a huir. La mayor parte de los prisioneros fueron muertos por los realistas.
Una semana más tarde, el 3 de abril de 1816, fue alcanzado por las fuerzas del coronel Centeno, y derrotado en la batalla de Arpaja y fue herido de bala, por lo que fue capturado. Murió el 3 de abril de 1816 degollado el mismo día por el filo de la espada del comandante español Buenaventura Centeno. Este episodio ha sido rescatado por el escritor e historiador  Luis Alberto Guevara López (2016), en su libro "Revolución en los Cintis 1810 – 1820". El Congreso de Tucumán fue notificado de la muerte del comandante Camargo mediante un oficio de guerra enviado desde el frente de combate por el diputado y coronel mayor del ejército patrio Juan José Feliciano Fernández Campero, marqués de Yavi o Tojo, siendo tratado por los diputados en la reunión del 18 de mayo de 1816.
La pequeña ciudad boliviana que hoy se llama Camargo es la antigua Cinti, el centro de la resistencia de este prócer de la independencia americana.